# Ceromitia heteroloba
Ceromitia heteroloba is een vlinder uit de familie van de langsprietmotten (Adelidae). De wetenschappelijke naam van de soort is voor het eerst geldig gepubliceerd door Janse in 1945.
De soort komt voor in tropisch Afrika.